# Gordon Browning
Gordon Weaver Browning, född 22 november 1889 i Carroll County, Tennessee, död 23 maj 1976 i Huntingdon, Tennessee, var en amerikansk demokratisk politiker. Han var ledamot av USA:s representanthus 1923-1935. Han var guvernör i delstaten Tennessee 1937-1939 och 1949-1953.
Browning utexaminerades 1913 från Valparaiso University i Indiana. Han avlade sedan 1915 juristexamen vid Cumberland School of Law. Han inledde därefter sin karriär som advokat i Huntingdon, Tennessee. Han deltog i första världskriget och återvände därefter till arbetet som advokat. Han kandiderade redan 1920 till representanthuset men förlorade i demokraternas primärval. Två år senare blev han invald i representanthuset. Han omvaldes fem gånger.
Browning kandiderade i demokraternas primärval inför 1934 års senatsval utan framgång. Två år senare valdes han till guvernör i Tennessee. E.H. Crumps stöd var av stor betydelse i det framgångsrika guvernörsvalet. I 1938 års guvernörsval hade Crump en ny favorit, Prentice Cooper, som besegrade Browning i primärvalet.
Browning deltog i andra världskriget och befordrades till överstelöjtnant. Han besegrade countrymusikern Roy Acuff i 1948 års guvernörsval. Browning omvaldes två år senare. Han kandiderade en gång till i 1952 års guvernörsval men förlorade i primärvalet mot en ung utmanare, Frank G. Clement.
Brownings grav finns på Oak Hill Cemetery i Huntingdon.